# つがる型巡視船
つがる型巡視船（つがるがたじゅんしせん、英語: Tsugaru-class patrol vessel）は、海上保安庁の巡視船の船級。分類上はPLH（Patrol vessel Large with Helicopter）、公称船型はヘリコプター1機搭載型。

## 来歴
新海洋秩序の確立を目指して1973年に開幕した第三次国連海洋法会議を通じて、沿岸から200カイリ以内に所在する資源の管轄権を認める排他的経済水域の概念が提唱された。1974年の同会議第2会期において排他的経済水域概念は会議参加国間でほぼコンセンサス形成に成功し、海洋法条約第5部（第55条～第75条）に排他的経済水域制度に関する規定が設けられるにいたった。
日本では元々海洋資源活用の観点から、領海は3海里とするよう主張してきたが、この趨勢を受けて姿勢を転換し1977年に領海法および漁業水域に関する暫定措置法を施行、領海が沿岸から12海里に拡張されるとともに、200海里の漁業水域が設定された。
これによって海上保安庁の警備すべき面積は領海だけでも4倍、漁業水域も含めると50倍に拡大した。このような広域を監視するには既存の巡視船や陸上機の航続力は不足であり、かといって大型の巡視船を建造したとしても「重量の増加→速力の低下→さらに強力なエンジンの搭載→燃料搭載量の増加→さらなる重量の増加」という悪循環に陥ることが懸念された。また最高速度が20ノットに満たない大型巡視船では、外洋での救難信号受信後に急行したとしてもかなりの時間がかかることが懸念された。一方、ヘリコプターであればその速度を100ノットだとしても巡航速度は巡視船の2倍、上空からの視界で捜索能力は10倍になると見積もられた。
このことから海上保安庁では、まず昭和52年度計画で「宗谷」の代船として「そうや」を建造したのち、同年度補正計画よりヘリコプターを搭載運用する大型巡視船として本型の建造が開始された。

## 設計

### 船体
「そうや」をタイプシップとして建造されたため、外見は同船に類似しており、長船首楼型という船型も同様である。船質は鋼、構造様式は上甲板および船首楼甲板を除き横肋骨方式である。タイプシップとの最大の違いは、「そうや」が砕氷能力を有するのに対してこれをもたない点であるが、北方配備を考慮して船体の耐氷構造と防滴塗装は維持された。高速航行を維持するために水線長を10メートル延長して幅を1メートル狭くし、吃水も40センチ小さくなった。また船尾形状もトランサム・スターンとされた。このため、全長の差は7メートルにとどまっている。
1979年から2001年までの長きに渡って建造が続いたため、各船ごとに設計・艤装に若干の差異があり、総トン数はほぼ全船でわずかずつ異なっている。昭和55年度計画の4番船「ざおう」以降では船首シアを0.5メートルから1.0メートルに増して耐航性の向上を図り、昭和62年度補正計画の7番船「えちご」ではみずほ型巡視船で得られた思想・技術も反映された改正型として、下記のように機関部が改正されたほか、指揮機能の強化によって重心が上昇したことから、これを補うために船首楼甲板や舷側外板への高張力鋼使用など、様々な重量軽減策が講じられている。また風洞実験の結果を踏まえてヘリコプター格納庫の外形も改正された。
そして計画年度が開いた平成9年度の8番船「りゅうきゅう」では船体線図が新たに描き起こされた事実上の新型であり、アメリカ海軍協会（USNI）では別クラスとして扱っている。造波抵抗軽減のため船首部はバルバス・バウとし、また漂泊時の波浪衝撃緩和のため船尾形状もクルーザー・スターンに変更されたほか、舷縁をふくらませることで、従来はヘリコプター甲板が舷側から若干張りだしていたものが船体と一体の形状とされた。またC4ISR能力強化などによる重心上昇を補うための重心降下策として、下記のようにARTが移設されたほかヘリコプター格納庫や煙突をアルミニウム合金製とした。各種施策による船体抵抗の低減によって速力は0.5ノット増加したほか、下記のバウスラスター強化などもあり、その他の操縦性能も優れたものとなった。
なお従来白色船体に黒字船名、煙突は濃紺に白色コンパスマークのみであったが、昭和59年7月21日「Sマーク」が採用され、 船首付近に記載される事になった。また平成12年に英文名称が「Japanese Maritime Safety Agency」から 「JAPAN COAST GUARD」に変更されたのを期に船体中央付近に記載される様になった。また、船名も黒字から 濃紺字に変更された。

### 機関
主機関は当初はそうやと同じ、4サイクルV型12気筒ディーゼルエンジンであるSEMT ピルスティク社製12PC2-5V型（7,800ps）を両舷2軸に各1基ずつ配していた。
また7番船「えちご」以降では同社製12PC2-6V（8,000ps）に強化するとともに、スクリュープロペラもスキュード・タイプに変更された。これらの主機関は、石川島播磨（後のディーゼルユナイテッド、現IHI原動機）、日本鋼管（現JFEエンジニアリング）、新潟鐵工所（現IHI原動機）によりライセンス生産された。なお昭和57年度計画の「せっつ」以降は操舵室に機関室機器を制御監視する区画を設けており、従来の機関操縦室は機関管理室に変更された。
なお操船性能向上のため、推力6トンのバウスラスターが装備された。りゅうきゅう以降では8トンに強化されたほか、更にシリング・ラダーも採用されて操船性能の向上を図っている。
本型のように小型の船型で航空運用能力を確保するため、減揺装置として減揺タンク（ART）に加えフィンスタビライザーを2組装備した。この組み合わせは「そうや」と同じであるが、同船が氷海での航行を考慮して引込式になっているのに対し本型では固定式になっている。また「りゅうきゅう」以降は減揺タンクを船体内に移設したほか、フィンスタビライザーも1組とされた。

## 装備

### 指揮・統制
上記のように本型は順次に設計変更しつつ建造されたが、これはOIC（Operation Information Center）室についても同様であった。「つがる」から「ざおう」までは「そうや」の思想がおおむね踏襲されていた。「ちくぜん」ではヘリコプターが撮影した映像をリアルタイムで巡視船で受信できるヘリテレ装置が搭載されるなど指揮機能が向上しており、これを反映してOIC室の面積は16平方メートルに拡張された（「そうや」では10平方メートル）。続く「せっつ」では操船判断のための情報を1ヶ所に集約して操船指揮を迅速化するというコンセプトから、上記のように機関操縦機能が操舵室に移動したほか航空管制室がOIC室に統合されており、OIC室の面積は更に33平方メートルに拡張された。「えちご」では「せっつ」での集約化の試みを更に一歩進めて、操舵室・OIC室・航空管制室が1つの区画とされた。これにより操船業務と指揮業務、航空業務の連携が飛躍的に効率化された。また高度集約型操船装置（IBS）として、モニター・制御部を1つのコンソールにまとめて操船業務の効率化を図るとともに、操舵室の前方中央部を前方に張りだして、コンソールはここに配置された。
そしてりゅうきゅうでは更に上記のART移設によって捻出されたスペースに通信室を移設することで、航海・機関・航空・通信の全部署を航海船橋甲板に集約した。各セクションは原則としてオープン・スペースとされており、総合配置型と称される。またOIC室に設けられた大型モニターには、ヘリコプターからの画像情報も含めた全船内情報が集約できるようになった。更に就役後、ヘリコプターが撮影した画像情報をリアルタイムで巡視船から陸上に転送する船テレ装置も搭載された。

### 兵装
ネームシップでは当時標準的だったボフォース 60口径40mm単装機関砲と、エリコン70口径20mm単装機関砲を船体前方に各1門単装マウントに配して搭載していた。続く2番船「おおすみ」では20mm単装機関砲用のプラットフォームは確保されていたものの、実際の装備は行われず兵装は60口径40mm単装機関砲のみであった。
昭和53年度補正計画の3番船「うらが」では、主兵装は省力化され強力なエリコン 35mm単装機関砲が搭載された。なお20mm単装機関砲用のプラットフォームを確保したものの、実際の装備は行わなかった点では「おおすみ」と同様であった。昭和55年度計画の「ざおう」では従来20mm単装機関砲用として確保されていたスペースに、機側操作のJM61-M 20mm多砲身機関砲を搭載した。これは昭和54年度計画の500トン型PM（てしお型）で装備化されたものであった。
平成9年度計画の「りゅうきゅう」では、20mm多砲身機関砲が遠隔操作式のJM61-RFSとなった。これは暗視装置を兼ねた光学方位盤（RFS）と連動しており、平成元年度補正計画で建造された「しきしま」で搭載されたものを標準的な装備に加えたものであった。

「せっつ」搭載のエリコン 35mm単装機関砲
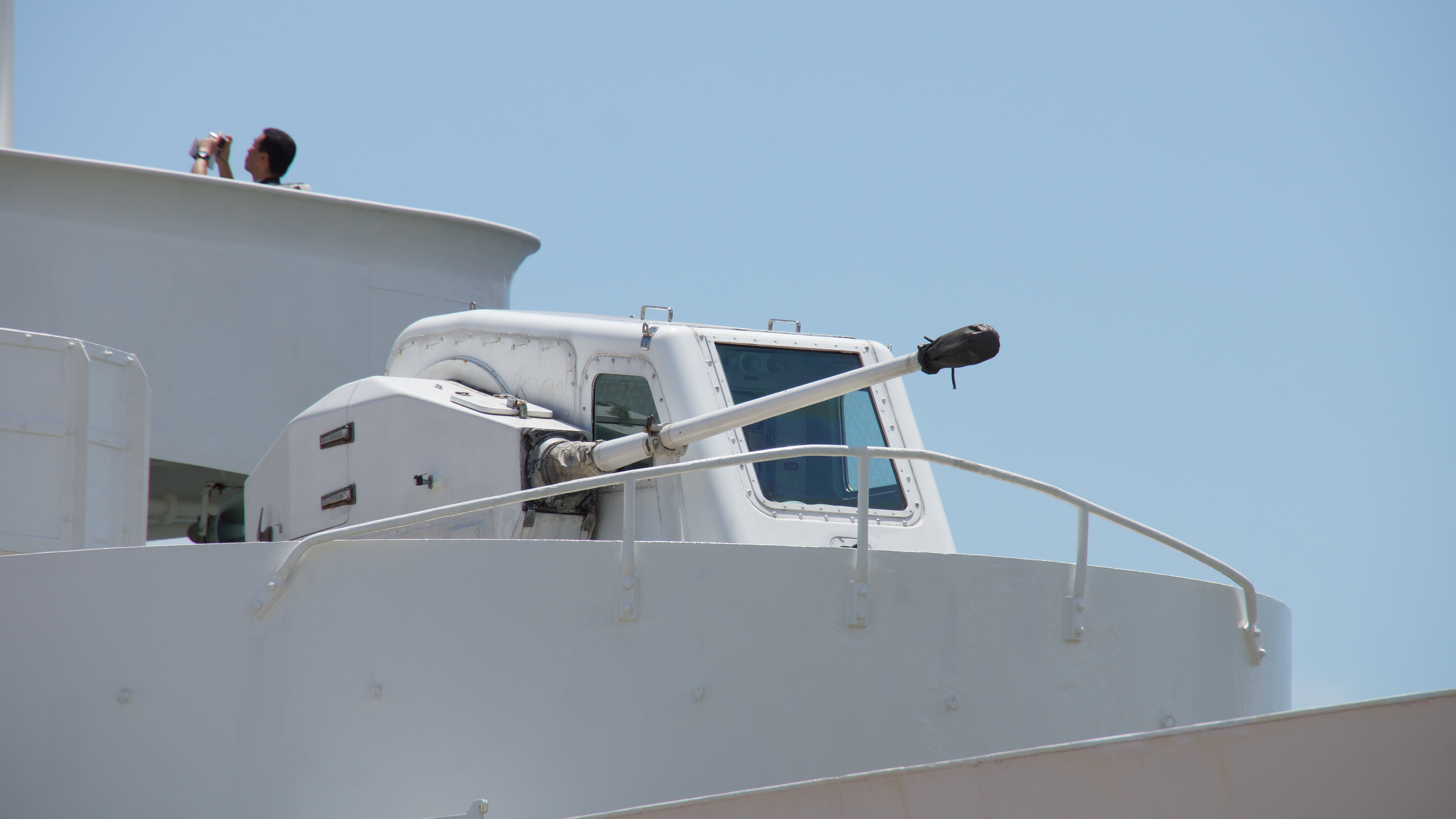
右前下方からの写真
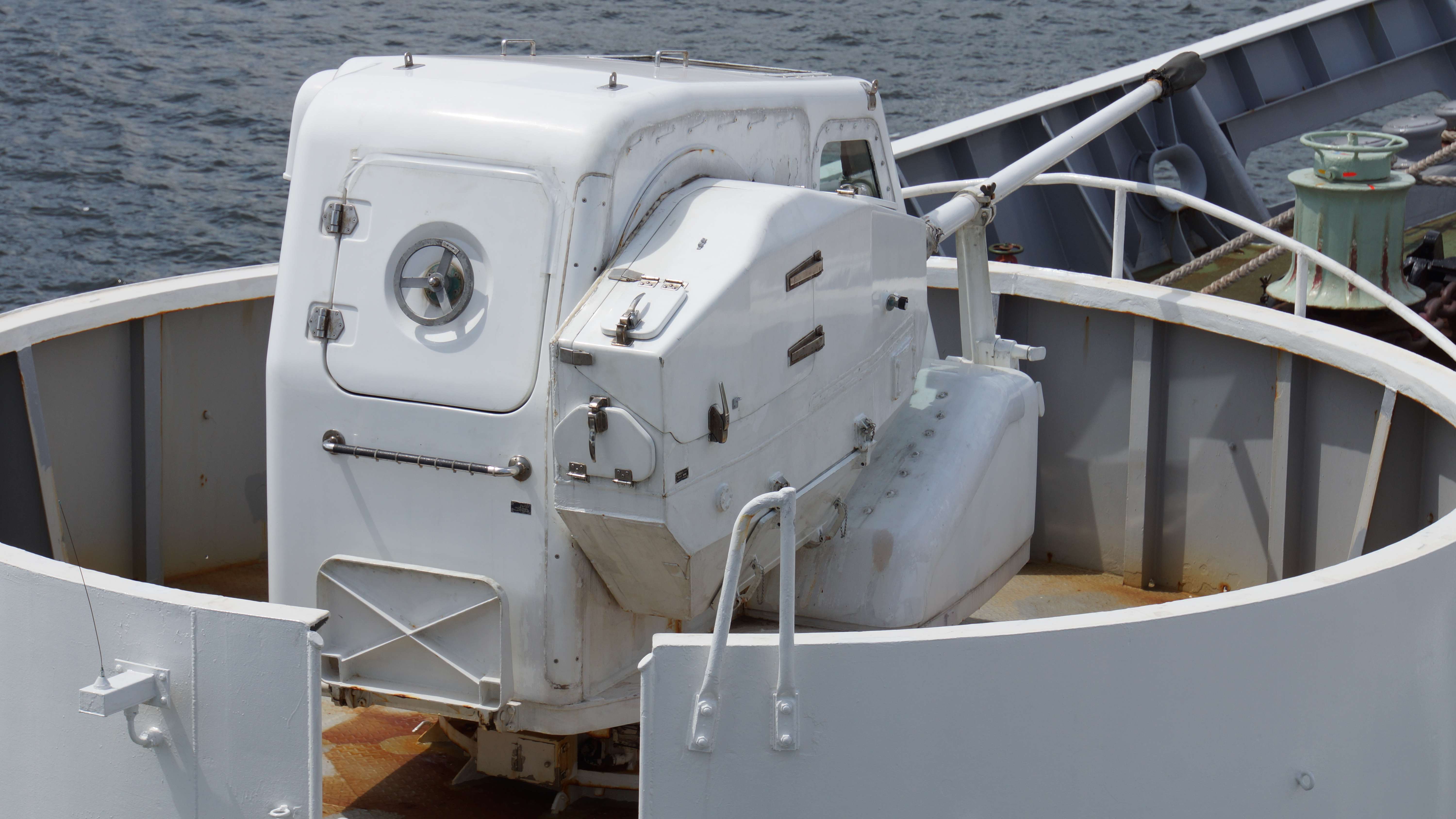
右後上方からの写真

後日、1・2番船についても60口径40mm単装機関砲からエリコン 35mm単装機関砲へ換装されている。

### 搭載艇
当初は右舷のダビットに作業艇、左舷にクレーンで揚降する高速警備救難艇という構成が一般的であったが、「うらが」より、高速警備救難艇にもミランダ式ダビットが用いられるようになった。また「ちくぜん」より救命艇2隻、「りゅうきゅう」では救命艇に加えて複合艇2隻が、「だいせん」は同じく複合艇1隻と警備艇が1隻追加された。また、作業艇を複合艇に換装している船もある。

### 搭載機

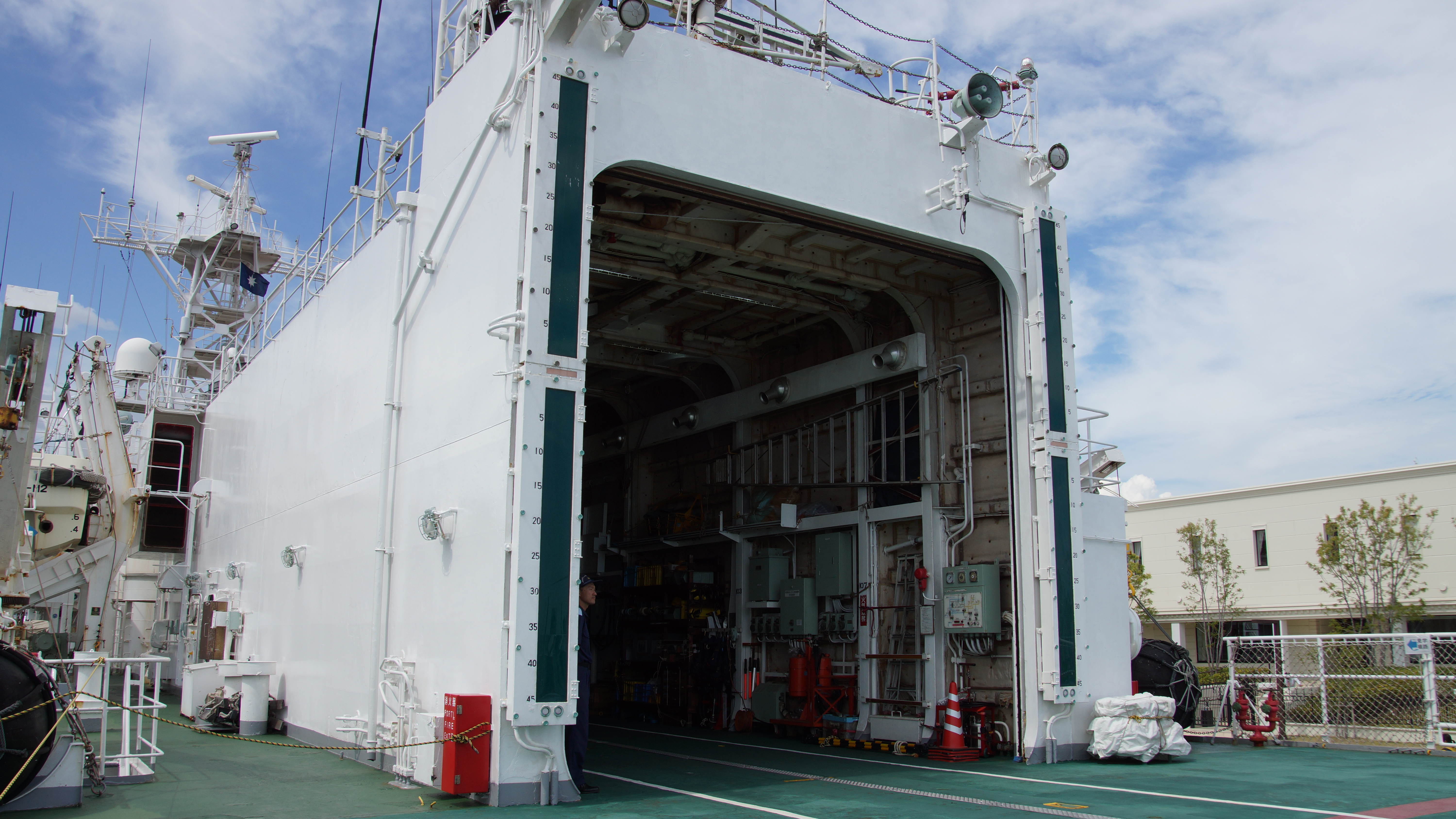
「せっつ」のヘリコプター格納庫

上部構造物後半部はヘリコプター格納庫とされ、船尾甲板はヘリコプター甲板とされており、中型ヘリコプター1機を搭載・運用することができる。また「りゅうきゅう」以降では、格納庫はベル 412およびS-76Cの収容に、ヘリコプター甲板はシュペルピューマの発着にも対応して強化された。
搭載機としては、建造開始当時、S-58の後継として配備が始まっていたベル 212が配備された。その後、同機の老朽化に伴って順次にシコルスキー S-76C/Dへと移行していくことになり、これにあわせて、延命工事ないし定期整備の際に、レールの延長や格納庫内のレイアウトを変更する改修工事が施された。最後まで残っていた「ざおう」搭載のMH930号機も2015年12月にリタイアして、全船の搭載機の移行が完了した。
なお格納庫とヘリコプター甲板とのヘリコプターの移動には「そうや」と同様、格納庫内に引き込み用、船尾甲板に引き出し用ウインチを設置したが、ウインチとヘリコプターの間のロープが長くなり、横流れしやすいために人力で制動する必要があるという問題があった。このことから、昭和56年度計画の「ちくぜん」では新開発のヘリコプター移動装置が搭載された。これは発着スポットから格納庫までレールを埋め込んでおき、その上を走る牽引台車によってヘリコプターを格納庫まで引っ張って移動させるものであり、横振れをほぼ無くすことができた。
「りゅうきゅう」以降では更に改良を加えて、レールをヘリコプター甲板後方まで延長し、ヘリコプターの前後に台車を配置することで引き込みだけでなく引き出しも1台のウインチで行えるようになった。これ以前の建造船についても、下記の延命・機能向上工事の際に、ヘリコプター移動装置が装備されている。

### 延命・機能向上工事
海上保安庁では、船齢30年を超えたPLHについて延命・機能向上工事を進めており、まず2009年・2010年に「そうや」が改修されたのに続いて、本級も対象となり、順次に改修されている。
延命・機能向上工事は下記のような内容を含み、工事後15年程度使用することを見込んでいる。
C4ISR機能の強化
航海船橋区画を大きく拡張して操船・運用司令区画等を統合し、指揮・統制機能の強化が図られた。また赤外線捜索監視装置や遠隔監視採証装置、ヘリコプター撮影画像伝送装置の新設により、夜間監視・情報収集機能の強化も図られている。
航空運用機能の強化
上記のヘリコプター移動装置の装備により、格納庫から機体の移動が容易に行えるようになった。
電気系統の強化
各種装備品の更新強化に伴う電力需要の増大に対応して、主発電装置および主配電盤を換装した。また照明のLED化も進められた。

## 同型船一覧
上記の延命・機能向上工事が、備考欄に記載される形で順次行われたが、老朽化に伴い令和6年度計画にて2番船「さがみ」の代替船の予算が要求されている。
| 計画年度            | 番号      | 船名                | 建造所                 | 起工           | 進水           | 就役／配属替え | 配属保安部署(配属管区) | 備考                                                                    |
| ------------------- | --------- | ------------------- | ---------------------- | -------------- | -------------- | -------------- | ---------------------- | ----------------------------------------------------------------------- |
| 昭和52年度補正      | PL→PLH-02 | つがる Tsugaru      | 石川島播磨重工東京工場 | 1978年4月18日  | 1978年12月6日  | 1979年4月17日  | 函館(第一管区)         | 延命工事：2015～2016年                                                  |
| 昭和53年度          | PL→PLH-03 | おおすみ Ōsumi      | 三井造船玉野造船所     | 1978年9月1日   | 1979年6月1日   | 1979年10月18日 | 鹿児島(第十管区)       | 延命工事：2011～2012年 鹿児島保安部への「しゅんこう」配属に伴い配属替え |
| 昭和53年度          | PL→PLH-03 | さがみ Sagami       | 三井造船玉野造船所     | 1978年9月1日   | 1979年6月1日   | 2019年12月25日 | 横浜(第三管区)         | 2022年2月1日改名                                                        |
| 昭和53年度補正      | PL→PLH-04 | うらが Uraga        | 日立造船舞鶴工場       | 1979年3月14日  | 1979年10月12日 | 1980年3月5日   | 横浜(第三管区)         | 「はやと」として配属替え                                                |
| 昭和53年度補正      | PL→PLH-04 | はやと Hayato       | 日立造船舞鶴工場       | 1979年3月14日  | 1979年10月12日 | 1997年3月24日  | 鹿児島(第十管区)       | 延命工事：2013～2014年 「うるま」として配属替え                         |
| 昭和53年度補正      | PL→PLH-04 | うるま Uruma        | 日立造船舞鶴工場       | 1979年3月14日  | 1979年10月12日 | 2014年6月30日  | 那覇(第十一管区)       |                                                                         |
| 昭和55年度          | PL→PLH-05 | ざおう Zaō          | 三菱重工長崎造船所     | 1980年10月23日 | 1981年10月29日 | 1982年3月19日  | 宮城(第二管区)         | 延命工事：2018～2019年                                                  |
| 昭和56年度          | PL→PLH-06 | ちくぜん Chikuzen   | 川崎重工神戸工場       | 1982年4月20日  | 1983年3月18日  | 1983年9月28日  | 福岡(第七管区)         | 福岡保安部への「やしま」配属替えに伴い、那覇保安部へ配属替え            |
| 昭和56年度          | PL→PLH-06 | おきなわ Okinawa    | 川崎重工神戸工場       | 1982年4月20日  | 1983年3月18日  | 2013年10月2日  | 那覇(第十一管区)       | 延命工事：2014～2015年                                                  |
| 昭和57年度          | PL→PLH-07 | せっつ Settsu       | 住友重機械浦賀造船所   | 1983年4月5日   | 1984年4月21日  | 1984年9月27日  | 横浜(第三管区)         |                                                                         |
| 昭和57年度          | PL→PLH-07 | せっつ Settsu       | 住友重機械浦賀造船所   | 1983年4月5日   | 1984年4月21日  | 1986年3月3日   | 神戸(第五管区)         | 延命工事：2019～2020年                                                  |
| 昭和62年度補正      | PLH-08    | えちご Echigo       | 三井造船玉野造船所     | 1988年3月29日  | 1989年7月4日   | 1990年2月28日  | 新潟(第九管区)         |                                                                         |
| 平成9年度           | PLH-09    | りゅうきゅう Ryūkyū | 三菱重工長崎造船所     | 1998年6月24日  | 1999年9月10日  | 2000年3月31日  | 第十一管区本部         | 組織変更：那覇海上保安部の新設に伴い、配属替え。                        |
| 平成9年度           | PLH-09    | りゅうきゅう Ryūkyū | 三菱重工長崎造船所     | 1998年6月24日  | 1999年9月10日  | 2013年5月16日  | 那覇(第十一管区)       |                                                                         |
| 平成10年度第3次補正 | PLH-10    | だいせん Daisen     | 日本鋼管鶴見造船所     | 1999年3月8日   | 2001年4月27日  | 2001年10月01日 | 境(第八管区)           |                                                                         |
| 平成10年度第3次補正 | PLH-10    | だいせん Daisen     | 日本鋼管鶴見造船所     | 1999年3月8日   | 2001年4月27日  | 2008年3月30日  | 舞鶴(第八管区)         |                                                                         |

## 登場作品

### 映画
『海猿シリーズ』
『LIMIT OF LOVE 海猿』
「はやと（現・うるま）」が登場。鹿児島湾にて、フェリー「くろーばー号」が座礁する海難事故が発生したことを受け、現場海域へ急行し救助活動にあたる。
『THE LAST MESSAGE 海猿』
「ちくぜん（現・おきなわ）」が登場。福岡沖にて、天然ガス採掘プラント「レガリア」にドリルシップが衝突する海難事故が発生したことを受け、現場海域へ急行し救助活動にあたる。
『BRAVE HEARTS 海猿』
「せっつ」が登場。大阪湾にて、タンカーとコンテナ船が衝突する海難事故が発生したことを受け、現場海域へ急行し救助活動にあたる。

### 漫画
『BUGS LAND 〜箱船のトリトン〜』
第1巻と第2巻に架空船「ぶんご」が登場。尖閣諸島の近海を漂流する謎の貨物船の調査に出動し、貨物船へ臨検に向かう主人公の機動救難士や特殊警備隊の前線基地となる。船体の特徴から9番艦以降に建造された同型艦だと考えられる。

### 小説
『東シナ海開戦』
第6巻「イージスの盾」にうるまが登場。航空自衛隊のF-35Aによって撃墜されたY-9Xの乗員を救助するが、直後に遠征75号による魚雷攻撃を受け、撃沈される。